# Peter Štumpf
Peter Štumpf, SDB (ur. 28 czerwca 1962 w Beltinci) – słoweński duchowny katolicki, drugi biskup ordynariusz murskosobocki w latach 2009–2024, biskup diecezjalny koperski od 2025.

## Życiorys
Urodził się w 1962 roku w Beltinci. Po ukończeniu szkoły podstawowej, a następnie średniej, wstąpił do zakonu salezjanów. 29 czerwca 1990 roku otrzymał z rąk abpa Franca Krambergera święcenia kapłańskie. Następnie pracował jako duszpasterz na terenie Słowenii.
24 maja 2006 roku papież Benedykt XVI mianował go biskupem pomocniczym archidiecezji mariborskiej, ze stolicą tytularną Musti in Numidia. Sakry biskupiej udzielił mu 10 września tego samego roku ówczesny arcybiskup mariborski abp Franc Kramberger, a jego współkonsekratorami byli: bp Anton Stres oraz bp Marjan Turnšek. 28 listopada 2009 roku został biskupem ordynariuszem murskosobockim, po przeniesieniu jej dotychczasowego zarządcy bpa Marjana Turnšeka na stanowisko koadiutora archidiecezji mariborskiej.
29 listopada 2024 papież Franciszek mianował go biskupem diecezji koperskiej. 